# Jakob Näs
Jakob Näs, född 30 oktober 1842 i Munsala, död där 9 mars 1918, var en finländsk bonde och politiker.
Som jordbrukare var Näs en föregångare som tidigt skaffade slåttermaskin, tröskverk och hästräfsa. Han var styrelsemedlem i Österbottens svenska lantbrukssällskap och tog initiativ till att grunda ett mejeri samt en nykterhets- och ungdomsförening i hemsocknen. Han deltog också i kommunalpolitiken och förespråkade speciellt grundandet av folkskolor. Som ledamot av bondeståndet vid lantdagarna 1894–1906 var han under de så kallade ofärdsåren en av de mest framträdande representanterna för de konstitutionella inom sitt stånd. Han tillhörde även den första enkammarlantdagen 1907–1908 (Svenska folkpartiet).
Näs ändrade vid denna tid politisk ståndpunkt, möjligen under inflytande av Munsalabor som kommit i kontakt med socialismen i Amerika. Han bildade 1907 i hemsocknen en arbetarförening som dock ganska snart upphörde. Föreningen återupptog sin verksamhet 1912, och då var Näs med som styrelsemedlem. Denna förening kom att lägga grunden till den så kallade Munsalaradikalismen.